# Приключения Буратино (фильм)
«Приключе́ния Бурати́но» — советский двухсерийный музыкальный телевизионный фильм по мотивам сказки Алексея Толстого «Золотой ключик, или Приключения Буратино», созданный на киностудии «Беларусьфильм» в 1975 году. Считается культовым. Телевизионная премьера состоялась 1 и 2 января 1976 года на Первой программе ЦТ СССР.

## Сюжет

### 1-я серия
Старому столяру Джузеппе по прозвищу «Сизый нос» попадается полено, из которого он собирается сделать ножку для стола. Неожиданно полено начинает говорить человеческим голосом — оно вопит от двух ударов топором. Напуганный Джузеппе, после внезапной ссоры и спешного примирения, дарит полено вдруг наведавшемуся соседу и другу — шарманщику Карло, чья старая шарманка сломалась, чтобы тот сделал куклу для развлечения публики. Ночью, когда фонарщики зажгли свет, Карло вырезает её, а с рассветом она оживает, говоря и двигаясь самостоятельно. Кукла получает имя Буратино (в фильме выбор имени самим Карло никак не проговаривается; некоторым персонажам очевидно, что деревянного мальчика зовут Буратино). Карло решает отдать Буратино в школу и уходит, чтобы купить для него азбуку, пока Буратино остаётся в каморке один.
Оказавшийся без присмотра Карло Буратино ведёт себя легкомысленно: грубит и бросает молоток в пытавшегося вразумить его Говорящего Сверчка и дерзит жившей там же в каморке крысе Шушаре, за что та чуть было не утаскивает его. Подоспевший папа Карло спасает его, и Буратино, получив азбуку, для чего Карло пришлось продать свою единственную куртку, обещает исправиться и пойти в школу.
На следующее утро Буратино отправляется в школу, но, услышав по пути музыку, зазывающую зрителей на представление, наблюдает прибытие в город кукольного театра. За четыре сольдо он продаёт азбуку толстому мальчику и покупает билет в театр. Во время представления Буратино вмешивается в драку Арлекина и Пьеро, приняв происходящее «за чистую монету», поскольку он не знал, что это всё понарошку. В конечном итоге это вызывает сильную симпатию к Буратино у всех кукол театра, что выливается в их совместный весёлый танец на сцене. Задремавший было директор кукольного театра Карабас-Барабас в ярости убирает Буратино со сцены и вешает на гвоздь.
В это время Дуремар, продавец лечебных пиявок, ссорится с черепахой Тортилой, и она клянётся, что никому не отдаст Золотой Ключик, приносящий счастье. Джузеппе и Карло под дождём ищут Буратино, но не находят его и решают отправиться домой. Карабас-Барабас же за ужином приказывает Пьеро и Арлекину снять Буратино и бросить в огонь — он хотел использовать Буратино в качестве дров для жаркого, но внезапно расчихался и, по своему обыкновению, подобрел. Буратино удаётся в нарочито жалобном тоне рассказать кое-что о себе. Карабас с интересом узнаёт об очаге, нарисованном на холсте в каморке Карло, и даёт Буратино пять золотых монет, наказав с утра вернуться домой и отдать деньги Карло, с условием, чтобы тот не уезжал из своей каморки. Куклы понимают, что здесь кроется какая-то тайна.
По дороге домой Буратино встречает двух мошенников — лису Алису и кота Базилио. Они предлагают ему отправиться в Страну Дураков, чтобы разбогатеть. После недолгих колебаний Буратино соглашается. Скоро они оказываются у харчевни «Трёх пескарей», где Буратино заказал три корочки хлеба, а кот и лиса — всю остальную еду, находившуюся в этой же харчевне при, этом они исполняют песню в виде, музыкального номера про хвастунов жадин и, дураков и танцуют танец а затем, они исчезают. А затем после ужина парочка из, харчевни уходит прочь унося с собой, цыплёнка в табаке и быстро убегают намного раньше чем Буратино. Тот, тоже одурачив хозяина харчевни потом, также уходит, так и не заплатив. Заблудившись, он окликает Алису и Базилио.
Тем временем Карло и Джузеппе собираются, в длинный путь на поиски Буратино. Сверчок подсказывает им, что такие, как Буратино, попадают в Город Страна Дураков.

### 2-я серия
Ночью Лиса Алиса и Кот Базилио, нападают на Буратино под видом разбойников, но Буратино, после долгой ночной погони, от незадачливых злоумышленных разбойников к утру, прячет монеты в рот. Для их извлечения мошенники вешают Буратино, на дереве вниз головой, но, так и не достигнув желаемого, они уходят за пилой, чтобы быстро его распилить.
Буратино обнаруживает Мальвина — девочка с голубыми волосами, которая сбежала от Карабаса-Барабаса и поселилась в лесу со своим пуделем Артемоном. Она распоряжается снять Буратино с дерева. Доктор Сова, фельдшер Жаба и знахарь Богомол (оказавшиеся ведомыми Артемоном марионетками), так и не сойдясь во мнениях — жив их пациент или мёртв, а также же в том, возможно ли его оживить, прописывают Буратино касторку. Тут же обнаружив признаки жизни, Буратино наотрез отказывается принимать лекарство. Насилу переодев строптивого Буратино в чистую одежду, Мальвина пытается обучить его арифметике и чистописанию, но безрезультатно. В наказание за баловство она велит Артемону посадить его в тёмный чулан.
Тем временем Пьеро тайком подслушивает разговор Карабаса-Барабаса и Дуремара. Выясняется, что черепаха Тортила прячет на дне пруда Золотой Ключик. Карабас замечает, что Пьеро подслушивал их, и вместе с Дуремаром бросается за ним в погоню.
Сочувствующая сидящему в чулане Буратино Мальвина призывает его к благоразумию, но тот лишь огрызается в ответ. Прогнав чуланных пауков, также «поучавших» его, Буратино следует за Летучей Мышью, которая указывает выход из чулана и приводит к лисе Алисе и коту Базилио. С ними он приходит на Поле Чудес — городскую свалку, — зарывает там пять золотых и ждёт, пока вырастет «денежное дерево». Лиса Алиса сообщает полицейским о сидящем на пустыре Буратино, и те бросают его в пруд, где он встречается с черепахой Тортилой. За его доброту она дарит ему Золотой Ключик, но позабыв о том, какую дверь тот должен открыть.
По пути домой Буратино встречает Пьеро. Оказывается, ранее он случайно подслушал разговор Дуремара и Карабаса-Барабаса о Золотом Ключике, но нечаянно выдал себя и был вынужден бежать, а Карабас-Барабас нанял в Стране Дураков группу полицейских бульдогов и послал их в погоню за ним. Буратино приводит Пьеро на лесную поляну к Мальвине, в которую Пьеро безраздельно влюблён. Дуремар, следивший, как Тортила отдала Золотой ключик Буратино, рассказывает об этом Карабасу. Мальвина, Буратино и Пьеро прерывают своё чаепитие после того, как лягушки рассказали им, что Карабас-Барабас ищет их. Буратино укрывает Мальвину, Пьеро и Артемона в пещере.
Карабас и Дуремар прибывают в харчевню «Трёх пескарей». Тайком проникший туда Буратино, привязав к столу бороду Карабаса, прячется в кувшине и, напугав и одурачив его, выведывает тайну Золотого Ключика: за нарисованным очагом в каморке Карло находится потайная дверца. Наблюдавшие за всем лиса Алиса и кот Базилио наведываются в харчевню и обещают Дуремару и Карабасу, что отдадут им Буратино за десять золотых монет (договариваются за 5). По их указке Карабас разбивает кувшин, где прятался Буратино, но тот скрывается. Дуремар освобождает Карабаса, и они всей компанией бросаются в погоню.
На опушке леса Буратино с друзьями сталкиваются с Карабасом, Дуремаром, Алисой и Базилио, а также с полицейскими собаками и убегают от них. Полицейские собаки оказываются побеждены Артемоном, но Алиса и Базилио принимаются пилить дерево, на высоте которого укрылись все куклы. Они начинают звать на помощь, и с помощью вовремя подоспевших Папы Карло и Джузеппе, которые искали Буратино повсюду, они побеждают Карабаса-Барабаса — его борода, зацепившись, запутывается на дереве, и, гонясь за Буратино, он ударяется головой о дерево и падает. В припадке бессилия Карабас-Барабас предлагает Карло продать друзей, но тот, отказавшись, вместе с Джузеппе уводит их с собой. По приказу Карабаса Алиса и Базилио отпиливают ему бороду. В городе Карабас-Барабас, то со спесью, то прибедняясь, обращается к главному полицейскому и даёт ему деньги за поимку беглецов.
В каморке Карло Буратино открывает своим друзьям тайну: он снимает холст, и за ним оказывается дверца, которую Буратино открывает Золотым Ключиком. Папа Карло, Джузеппе, Буратино, Мальвина, Пьеро, Артемон и примкнувший к ним Арлекин проходят в дверцу. Для Карабаса-Барабаса и полицейских дверь становится закрытой: под бой часов они поднимаются к каморке по лестнице, но лестница ломается из-за того, что Карабас-Барабас падает в обморок. Потайной ход приводит героев на сцену театра, и они поют финальную песню. Перед заключительными титрами друзья уходят в сказочную страну, и занавес задвигается.

## В ролях
- Дима Иосифов — Буратино / 1-й зритель в зале кукольного театра
- Таня Проценко — Мальвина / зрительница в зале кукольного театра
- Роман Столкарц — Пьеро / 2-й зритель в зале кукольного театра
- Томас Аугустинас — Артемон / 3-й зритель в зале кукольного театра
- Гриша Светлорусов — Арлекин / 4-й зритель в зале кукольного театра
- Николай Гринько — папа Карло
- Юрий Катин-Ярцев — Джузеппе (он же «Сизый Нос»)
- Рина Зелёная — черепаха Тортила
- Владимир Этуш — Карабас-Барабас
- Ролан Быков — кот Базилио
- Елена Санаева — лиса Алиса
- Владимир Басов — Дуремар, продавец пиявок
- Баадур Цуладзе — хозяин харчевни «Трёх пескарей»

### В эпизодах
- Валентин Букин — Бульдог, главный полицейский в Стране Дураков (2 серия)
- Михаил Петров — цимбалист на шествии театра (1 серия) / 1-й полицейский из Города Дураков (2 серия)
- Юрий Баталов — трубач на шествии театра (1 серия) / 2-й полицейский из Города Дураков (2 серия)
- Владимир Грицевский — кларнетист на шествии театра (1-я серия)
- О. Королёва — кассирша театра Карабаса-Барабаса (1-я серия)
- Вася Чумаков — мальчик, купивший у Буратино азбуку за 4 сольдо (1-я серия)

### Озвучивание
- Татьяна Канаева — Буратино
- Татьяна Осмоловская — Пьеро
- Маргарита Корабельникова — Арлекин
- Ярослава Турылёва — Артемон / профессор сова, фельдшер жаба, знахарь богомол (2 серия)
- Алексей Консовский — Говорящий сверчок
- Зинаида Нарышкина — крыса Шушара (1 серия) / летучая мышь Фрида (2 серия)
- Клара Румянова — одна из улиток в пруду (1 серия)
- Гарри Бардин — пауки в чулане Мальвины (2 серия)

## Съёмочная группа
- Сценарист: Инна Веткина
- Режиссёр-постановщик: Леонид Нечаев
- Главный оператор: Юрий Елхов
- Главный художник: Леонид Ершов
- Композитор: Алексей Рыбников
- Стихи: Булата Окуджавы, Юрия Энтина
- Второй режиссёр: Владимир Поночевный
- Кинооператор: Виктор Костарев
- Звукооператор: Павел Дроздов
- Монтажёр: Вета Коляденко
- Гримёр: Николай Немов
- Ассистент режиссёра: Л. Котина
- Ассистент оператора: И. Фёдорович
- Ассистент художника: Елена Курмаз
- Художник-декоратор: Леонид Забавский
- Мастер по свету: Сергей Лукьянчик
- Комбинированные съёмки: Юрий Елхов, Фёдор Мигранов
- Дирижёр: Георгий Гаранян
- Постановка танцев: Семён Дречин, Юрий Троян
- Художник-кукольник: Валентина Ховралёва
- Редактор: Леонид Поздняк
- Директор картины: Василий Студенков

## Музыка и песни
Музыка написана Алексеем Рыбниковым.
Государственный симфонический оркестр кинематографии СССР под управлением Г. Гараняна.
| Название песни                          | Вступительные слова                                              | Автор текста   | Исполнитель                                                              |
| --------------------------------------- | ---------------------------------------------------------------- | -------------- | ------------------------------------------------------------------------ |
| Бу-ра-ти-но! (вступительная)            | Кто доброй сказкой входит в дом?                                 | Юрий Энтин     | Нина Бродская                                                            |
| Песня фонарщиков                        | Мы люди неплохие: как вечер — мы в пути.                         | Булат Окуджава | Вокально-инструментальный ансамбль «Верные друзья»                       |
| Песня папы Карло                        | Из пахучих завитушек, стружек и колечек…                         | Булат Окуджава | Николай Гринько                                                          |
| Рождение Буратино (инстр.)              | музыкальная тема                                                 |                | Оркестр кинематографии СССР п/у Г. Гараняна                              |
| Азбука Буратино (инстр.)                | музыкальная тема                                                 |                | Оркестр кинематографии СССР п/у Г. Гараняна                              |
| Песня Карабаса и кукол                  | Я на спектакль приглашаю: там будет множество затей.             | Булат Окуджава | Владимир Этуш (куплеты) и детский ансамбль (припев)                      |
| Театр Карабаса (инстр.)                 | музыкальная тема                                                 |                | Оркестр кинематографии СССР п/у Г. Гараняна                              |
| Песня Дуремара                          | О птичках поёт птицелов.                                         | Юрий Энтин     | Владимир Басов (куплеты) и вокальный ансамбль минского ТЮЗа (припев)     |
| Шепталка кукол                          | У Карабаса страшный бас и страшная гримаса.                      | Юрий Энтин     | Детский ансамбль                                                         |
| Песня кота Базилио и лисы Алисы         | Пока живут на свете хвастуны, мы прославлять судьбу свою должны. | Булат Окуджава | Ролан Быков и Елена Санаева                                              |
| Погоня разбойников за Буратино (инстр.) | музыкальная тема                                                 |                | Оркестр кинематографии СССР п/у Г. Гараняна                              |
| Куплеты Карабаса                        | Считайте меня подлым.                                            | Булат Окуджава | Владимир Этуш                                                            |
| Разговор пауков с Буратино              | Детям грубым, непослушным, место лишь в чулане душном.           | Юрий Энтин     | Гарри Бардин (куплеты) и Татьяна Канаева (припев)                        |
| Поле Чудес                              | Не прячьте ваши денежки по банкам и углам.                       | Булат Окуджава | Елена Санаева и Ролан Быков                                              |
| Драка кота и лисы (инстр.)              | музыкальная тема                                                 |                | Оркестр кинематографии СССР п/у Г. Гараняна                              |
| Романс Тортилы                          | Затянулась бурой тиной гладь старинного пруда…                   | Юрий Энтин     | Рина Зелёная                                                             |
| Серенада Пьеро                          | Позднею ночью в небе одна так соблазнительно светит луна…        | Булат Окуджава | Татьяна Осмоловская                                                      |
| Бу-ра-ти-но! (финальные куплеты)        | Я убедился нынче сам, что надо верить чудесам.                   | Юрий Энтин     | Юрий Катин-Ярцев, Николай Гринько, Татьяна Осмоловская, Татьяна Проценко |

Песни, не вошедшие в фильм
- Песня кукол «Птичка-полька» (В исполнении детского ансамбля минского ТЮЗа, в фильме звучит лишь музыка)
- Песня Мальвины (Автор текста Ю. Энтин)

### Аудиоинсценировка Ларисы Закашанской
В 1976 г. на звуковых страницах журнала «Колобок» № 10-11 (в сокращении, под названием «Приключения Буратино»), а затем на диске фирмы «Мелодия» (полностью, под названием «Невероятные приключения Буратино и его друзей») вышла инсценировка Ларисы Закашанской, в которую вошли музыка и песни из телефильма.
Некоторые включённые в инсценировку музыкальные номера звучали иначе, чем в первоисточнике. Например, на пластинке прозвучал альтернативный вариант исполнения Ниной Бродской начальной песни «Бу-ра-ти-но!», а вторая из двух песен Карабаса-Барабаса исполнялась Романом Филипповым (первоначальный кандидат на эту роль), в то время как в фильме её поёт Владимир Этуш (окончательный кандидат).
Создатели:
- Автор сценария — Лариса Закашанская
- Режиссёр записи — Николай Субботин
- Звукорежиссёр — Николай Данилин
- Редактор — И. Якушенко
- Тексты песен — Булат Окуджава, Юрий Энтин
- Музыка — Алексей Рыбников
- Вокальный ансамбль
- Оркестр Госкино под управлением Георгия Гараняна

Исполнители:
- Ведущий — Сергей Цейц
- Буратино — Ирина Потоцкая (речь), Татьяна Канаева (вокал)
- Папа Карло — Николай Гринько (на пластинке не указан)
- Джузеппе — Юрий Катин-Ярцев (на пластинке не указан)
- Карабас-Барабас — Анатолий Папанов (речь), Роман Филиппов (вокал)
- Лиса Алиса — Наталья Защипина (речь), Елена Санаева (вокал)
- Кот Базилио — Ролан Быков
- Мальвина — Татьяна Канаева
- Черепаха Тортила — Рина Зелёная
- Дуремар — Владимир Басов
- Пьеро — Татьяна Осмоловская
- Паук — Гарри Бардин

Оглавление:
1. Представление начинается, занавес открывается
2. Рождение деревянного человечка
3. Влюблённый поэт Пьеро
4. Подлый, гадкий, страшный Карабас-Барабас
5. О жадных хвастунах и дураках
6. Поле Чудес
7. Продавец пиявок Дуремар
8. Мудрая черепаха Тортила
9. Волшебные фонарщики
10. Встреча с паучательным пауком
11. Заключительная песня об озорном и весёлом Буратино

### Концерт ВИА «Мзиури»
В 1976 г. вышел музыкальный концерт «Наш друг — Буратино» в исполнении детского грузинского ансамбля «Мзиури», в который вошли музыка и песни из фильма 1975 г., а некоторые песни содержат куплеты отсутствующие в фильме. Солистки ансамбля, Тамара Гвердцители, Майя Джабуа и Лия Хорбаладзе, соответственно исполнили песни Пьеро, Мальвины и Карабаса-Барабаса. После выхода телеверсии концерта, также была выпущена аудиоверсия. «Мелодия» 1978 г.
Создатели:
- Автор сценария — Александр Жеромский
- Тексты песен — Булат Окуджава, Юрий Энтин
- Музыка — Алексей Рыбников
- ВИА «Мзиури», художественные руководители — Г. Джаиани, В. Схиртладзе

Содержание:
- Песня фонарщиков — ВИА «Мзиури»
- Вступление — Владимир Солодников
- Песня папы Карло — Нино Датукашвили
- Бу-ра-ти-но! — ВИА «Мзиури»
- Песня Буратино — Кетино Деканозашвили
- Песня Карабаса Барабаса — Лия Хорбаладзе
- Песня кукол (Полька-птичка) — ВИА «Мзиури»
- Вторая песня кукол (Страшная тайна) — ВИА «Мзиури»
- Песня паука — ВИА «Мзиури»
- Поле Чудес — Тамрико Хорава и Кетино Пирцхалава
- Песня лисы Алисы и кота Базилио — Тамрико Хорава и Кетино Пирцхалава
- Песня Дуремара — Медея Даниелова
- Романс черепахи Тортилы — Эка Кахиани
- Серенада Пьеро — Тамара Гвердцители
- Песня Мальвины — Майя Джабуа
- Вторая песня Карабаса Барабаса — Лия Хорбаладзе
- Бу-ра-ти-но! (финал) — ВИА «Мзиури»

### Музыкальные сборники
В 1977 г. фирма «Мелодия» выпустила грампластинку 33М52—39679-80 «Песни из кинофильма „Приключения Буратино“. Музыка А. Рыбникова», куда вошли песни: Бу-ра-ти-но! Поле Чудес. Песня Дуремара. Песня кота и лисы. Романс Торилы. Песня пауков и Буратино. Все записи на этой пластинке, как и оригинальная звуковая дорожка в фильме, были монофонические.
Песни и инструментальные темы из фильма также издавались в различных музыкальных сборниках А. Рыбникова.
Музыкальные композиции (танцы Буратино с куклами в театре, мелодия «Какое небо голубое») использовались в начальном мультипликационном прологе фильма «100 грамм для храбрости». Позже некоторые музыкальные композиции из этого фильма использовались в начальных мультипликационных заставках и темах выпусков журнала «Ералаш» (например — «Кто там?», «Опасная работа» и др.).

## Съёмки и факты
- Изначально Инна Веткина написала сценарий для пятисерийного мультфильма, но Леонид Нечаев решил создать художественный двухсерийный фильм.[5]
- На роль Буратино сначала был утверждён Николай Кобликов, с ним были отсняты начальные сцены, но из-за бытовой травмы актёр не смог продолжить съёмки[6].
- Дима Иосифов, исполнивший в итоге главную роль, первоначально пробовался на роль Арлекина.
- На роль черепахи Тортилы режиссёр Леонид Нечаев первоначально приглашал актрису Фаину Раневскую, но та, узнав, что фильм будут снимать в Белоруссии, заявила, что по причине своего уже немолодого возраста согласна сниматься только в том случае, если съёмки будут проходить в подъезде её дома[7]. Окончательным кандидатом стала её давняя подруга Рина Зелёная.
- В песне черепахи Тортилы Рина Зелёная во время записи отказалась петь второй куплет, так как в нём упоминалось о преклонном возрасте:

Мне казалось, счастье рядом,

Только лапу протяни.

Но осенним листопадом

Зашуршали лета дни.

Старость всё-таки не радость,

Люди правду говорят.

Как мне счастье улыбалось

Триста лет тому назад!

Фонограмму песни перезаписывать не стали, но вместо второго куплета звучит лишь проигрыш.
- По словам режиссёра Леонида Нечаева, золотой ключик был самой ценной вещью — все очень хотели его украсть. Стащил его сам Нечаев.

В последний съёмочный день после команды «Стоп! Снято!» я сунул его за пазуху и позже просто выкупил. У меня до сих пор хранится квитанция, в которой написано: «Получено от Нечаева за реквизит — ключ: 30 рублей».— Леонид Нечаев
- На роль Кота Базилио пробовались Виктор Павлов (не смог приехать на съёмки)[9] и Борислав Брондуков.[источник не указан 1732 дня]
- Маргарита Корабельникова озвучила Пьеро в соответствующем мультфильме 1959 года.
- Баадур Цуладзе, сыгравший эпизодическую роль хозяина харчевни «Трёх пескарей», считал именно этот фильм главным прорывом своей карьеры в кинематографе и на телевидении.
- На роль лисы Алисы пробовалась Татьяна Говорова (жена Виктора Павлова).
- В фильме впервые по имени к Буратино обращается Говорящий Сверчок, а в оригинальной книге и мультфильме — сделавший его шарманщик Карло.
- Дима Иосифов, сыгравший Буратино, — единственный из главных актёров-детей, кто продолжил кинокарьеру. Кроме него, Татьяна Проценко снялась в двух документальных фильмах 2014 и 2017 годов.
- Съёмки фильма проходили в Ялте, Вильнюсе, окрестностях Минска, а также в павильонах[10].
- По словам Дмитрия Иосифова, он получил за участие в проекте максимально высокую на тот период детскую зарплату — 600 рублей за съёмки и 600 рублей постановочных[11].